# 蒂博 (內華達州)
蒂博（英語：Tybo）是位於美國內華達州奈縣的非建制地區。

## 歷史
蒂博的郵局於1874年設立，1906年關閉後又於1929年重啟，最終於1937年停運。

## 地理
蒂博所處的海拔為高於海平面2008米（即6588英呎），而該地所採用的時區為UTC-8，即太平洋时区（PST）。同時該地設有夏令時間，為UTC-8調快一小時，即UTC-7（PDT）。